# برترام إليس
برترام إليس (بالإنجليزية: Bertram Ellis)‏ هو صحفي ومحامي ومُحرِّر وسياسي أمريكي، ولد في 20 نوفمبر 1860 في بوسطن في الولايات المتحدة، وتوفي في 4 يناير 1920 في كين في الولايات المتحدة. حزبياً، نشط في الحزب الجمهوري. وقد انتخب عضو مجلس ولاية نيوهامبشير.